# Clara Nunes
Clara Francisca Gonçalves Pinheiro, coneguda popularment pel seu nom artístic, Clara Nunes   (Caetanópolis, 12 d'agost de 1942 - Rio de Janeiro, 2 d'abril de 1983), va ser una cantant i compositora brasilera, considerada una de les millors intèrprets del país.
Investigadora de la música popular brasilera, dels seus ritmes i del seu folklore, també va viatjar per molts països representant la cultura del Brasil. Coneixedora de les músiques, danses i de les tradicions africanes, es va convertir a la umbanda i va fer bandera de la cultura afrobrasilera. Va ser una de les cantants que més van gravar cançons dels compositors de l'escola de samba de Portela. També va ser la primera cantant brasilera a vendre més de cent mil discos, arribant a la marca de quatre milions i quatre-cents mil discos venuts en la seva carrera artística.
Va ser considerada per la revista Rolling Stone com la novena major veu brasilera i, per la mateixa revista, la 51a artista brasilera més gran de tots els temps.

## Biografia

### Infantesa
Era la més jove dels set fills (José, Maria, Ana Filomena, Vicentina, Branca i Joaquim) del matrimoni d'Amélia Gonçalves Nunes i Manuel Pereira de Araújo, una família molt humil de l'interior de Minas Gerais, en el districte de Cedro - en aquella època, pertanyia al municipi de Paraopeba, però ara forma part de la localitat emancipada de Caetanópolis. Allí va viure fins als quinze anys.
El pare de Clara era ebenista i era conegut com "Mané Serrador". També tocava la viola i participava de les tradicionals festes de Reis. Manuel va morir atropellat, el 1944, i la seva esposa va morir de càncer quatre anys després. Als sis anys, Clara, va passar a ser criada pels seus germans més grans, Maria i Zé. Amb aquella edat, ja participava del cor de l'església d'on la família era adepta.
Segons les seves pròpies paraules, va créixer escoltant Carmem Costa, Ângela Maria i, principalment, Elizeth Cardoso i Dalva de Oliveira, de les quals sempre va rebre molta influència, tot mantenint un estil propi. El 1952, als 10 anys, va vèncer el seu primer concurs de cant organitzat en la seva ciutat, interpretant Recuerdos de Ypacaraí. Com a premi, va guanyar un vestit blau. Als 14 anys, per ajudar en l'economia domèstica, Clara va ser contractada com a teixidora en la mateixa fàbrica on havia treballat el seu pare.
Als 15 anys, va ser víctima de violència masclista per part de la seva exparella, al punt que aquest va ser assassinat pel Zé, el germà més gran de la Clara. Zé va fugir de la justícia i la Clara i dos germans van traslladar-se a Belo Horizonte, a viure amb els seus oncles. A la capital mineira, treballava a jornada completa de teixidora, mentre estudiava de nit en una escola normal. Llavors va conèixer al guitarrista Jadir Ambrósio, qui va dur la jove a diversos programes de ràdio per cantants novells, com el conegut Degraus da Fama.

### Neix la Clara Nunes
En l'inici de la dècada del 1960, va conèixer també Aurino Araújo, germà del popular cantant Eduardo Araújo, amb qui va mantenir una relació sentimental durant deu anys. Araújo tenia molts contacten dintre de la indústria musical i, un d'ells, el productor musical Cid Carvalho, va ser qui va convèncer a la cantant de fer servir el cognom materni i adoptar així el pseudònim Clara Nunes.
El 1960, va participar del concurs nacional A voz de Ouro ABC. Va ser la guanyadora de la fase estatal, participant amb Serenata do Adeus, composició de Vinicius de Moraes i que havia enregistrat l'Elizeth Cardoso. En la final nacional, celebrada a São Paulo, va obtenir el tercer lloc, cantant Só Adeus, (de Jair Amorim i Evaldo Gouveia.
A partir de llavors, va començar a cantar en la Rádio Inconfidência de Belo Horizonte. Va deixar els estudis i la feina a la fàbrica per poder centrar-se en la seva faceta artistica. Durant tres anys seguits va ser considerada la millor cantant de Minas Gerais. També actuava en clubs i boates de la ciutat i va arribar a treballar amb en Milton Nascimento.
En aquella època, va tenir lloc el seu debut televisiu, en el programa d'Hebe Camargo. El 1963, va aconseguir un programa exclusiu a TV Itacolomi, anomenat Clara Nunes Apresenta, que va estar en antena durant un any i mig. El 1965 va decidir traslladar-se a Rio de Janeiro amb l'Aurino, convençuts que així donaria una empenta a la seva prometedora carrera. Allà va actuar en diversos programes de televisió, tals com José Messias, Chacrinha, Almoço com as Estrelas i el Programa de Jair do Taumaturgo.

### Els primers discos
Clara Nunes va començar la carrera de cantant interpretant principalment boleros, però un cop a Rio va transformar-se en cantant de samba. A més d'emissores de ràdio i televisió, també cantava en clubs i escoles de samba, on va conèixer les religions de matriu africana i va convertir-se al candomblé.
Encara en 1965, va enregistrar una maqueta a la discogràfica Odeon, el primer cop que l'artista podia escoltar la seva veu en vinil. Aquest disc, que comptava amb la participació d'altres artistes de la companyia, va ser llançat localment a Belo Horizonte per la Rádio Inconfidência. L'any següent va signar un contracte en exclusiva amb aquesta gravadora, que seria l'única de la seva exitosa carrera. Va publicar el seu primer LP d'estudi, A voz adorável de Clara Nunes, on abundaven els boleros i samba-canção íntims, a instància de l'editora. Aquest àlbum no va reeixir però, el seu següent treball (Você passa e eu acho graça, 1968), ja en la línia del que volia cantar Nunes, amb sambes més moguts on podia demostrar el seu rang vocal, va rendir-li els primers èxits radiofònics.
1969 va ser l'any dels concursos musicals per Nunes, competicions que es van tornar molt populars en la segona meitat dels seixanta: en el I Festival de Cançó Jove de Três Rios, dues músiques seves van obtenir el primer i tercer lloc (Pra que Obedecer, de Paulinho da Viola i Encontro, d'Elton Medeiros). També va participar en el IV Festival Internacional de Cançó Popular, finalitzant en vuitena posició amb Ave Maria do Retirante. També va publicar un nou disc, A Beleza Que Canta, on es troba el tema tradicional Casinha Pequena.
El 1970 va trencar la relació amb Aurino Araújo, pocs mesos abans de la data de casament de la parella, quan va enxampar-lo sent-li infidel.

### Confirmació en la samba
L'any 1971 va publicar el seu quart LP, en el qual va interpretar Ê Baiana, música que va obtenir un considerable èxit en el Carnaval, i "Ilu Ayê", el samba-enredo de l'escola de Portela. En la portada de l'àlbum, la cantant mineira va fer-se una permanent en els cabells, que havia tenyit de vermell. A partir de llavors, va acostumar a vestir turbant i robes blanques, remetent a les religions afrobrasileres. Aquest mateix any de 1971, va deixar el candomblé i es va lligar definitivament a la umbanda, freqüentant un terreiro del barri de Madureira. Va professar aquesta religió públicament fins a la fi de la seva vida, un fet que va despertar certes polèmiques.
L'àlbum Clara Clarice Clara, de 1972, va suposar la seva confirmació com estrella del samba. Hi van col·laborar artistes de la talla de Caetano Veloso, Capinam, Dorival Caymmi o Gordurinha, i diverses cançons de l'àlbum van ser llançades com a senzills: Seca do Nordeste, Morena do Mar, Vendedor de Caranguejo, Tributo aos Orixás i la que donava títol al disc.
El 1973 va tenir el seu primer èxit internacional, gràcies a l'enregistrament a Salvador de l'espectacle O poeta, a moça e o violão, on la cantant va actuar de la mà de Vinicius de Moraes i Toquinho. Va ser convidada a fer una gira per Europa, destacant les actuacions que va fer a Lisboa i Estocolm.

### Èxit comercial
El 1974 va publicar dos àlbums; un pel mercat europeu (Brasília) i l'altre destinat pel mercat nacional (Alvorecer). Aquest segon va batre rècords de vendes, amb més de 300.000 còpies venudes, un fet mai abans registrat per una veu femenina al Brasil.
Encara el 1974, la cantant va estrenar-se al teatre, al costat de Paulo Gracindo, en el musical Brasileiro Profissão Esperança, peça de Paulo Pontes, que tracta sobre la vida de la cantant i compositora Dolores Duran i del compositor i periodista Antônio Maria. L'espectacle va estar en cartell una temporada completa, al teatre Canecão i va generar un disc homònim.
El 1975, la Odeon llançaria l'àlbum Claridade, amb grans èxits com O Mar Serenou (de Candeia) i "Juízo Final" (de Nelson Cavaquinho i Élcio Soares). L'àlbum es va convertir en el major èxit de la carrera de la cantant. Aquest any, Clara es va casar amb el poeta, compositor i productor Paulo César Pinheiro, amb qui havia iniciat una relació quatre anys abans. Després de l'enllaç, va recórrer diversos països d'Europa de lluna de mel i aprofitant per fer diverses actuacions.
Entre 1976 i 1979, Clara Nunes va llançar els àlbums Canto das Três Raças, As Forças da Natureza, Guerreira i Esperança, a més de participar en treballs de João Nogueira i de Clementina de Jesus. Va ser una fase d'experimentació, en la que l'artista va provar altres registres, com cançons de partido-alto, i a compondre, com el tema À flor da pele.

### Últims anys
La cantant es va sotmetre a una histerectomia el 1979, després de patir el seu tercer avortament espontani, a causa dels miomes que tenia en l'úter, que estaven comprometent la seva salut. Va intentar diversos tractaments de fertilitat, però no va obtenir resultats satisfactoris. Ella desitjava molt poder ser mare i aquella intervenció la va fer patir molt emocionalment i va bolcar-se en la seva professió, aprofundint la càrrega interpretativa en les seves actuacions.
El 1980, va gravar l'àlbum Brasil Mestiço, que va resultar un èxit en les emissores de ràdio de tot el país amb el tema Morena de Angola (composta per Chico Buarque). Aquell any va participar d'una comitiva brasilera que va viatjar a Angola, dintre del Projeto Kalunga, conformada per noms com Elba Ramalho, Djavan, Dorival Caymmi i Chico Buarque, entre d'altres. Encara enregistraria un parell d'àlbums més: Clara, el 1981 i Nação, el 1982.
El 5 de març de 1983, es va sotmetre a una aparentment simple cirurgia de varius, però va patir una reacció al·lèrgica a un component de l'anestèsic. Clara va sofrir una aturada cardíaca i va romandre durant 28 dies ingressada en la UCI de la Clínica São Vicente de Rio de Janeiro. En aquest temps, la cantant va ser víctima d'una sèrie d'especulacions que circulaven en els mitjans de comunicació sobre els motius que van dur-la a ser internada: un tractament d'inseminació artificial, un avortament, una temptativa de suïcidi, l'ús de drogues o haver sigut víctima de violència domèstica, totes demostradament falses.
En la matinada del dissabte sant, 2 d'abril de 1983, va ser declarada morta. La causa de la mort va ser un xoc anafilàctic. El cos de la cantant va ser vetllat per més de 50.000 persones a l'escola de samba de Portela. Va ser enterrada en el Cementiri de Sant Joan Baptista, acompanyada per una multitud de fans i amics. En homenatge a la cantant, el carrer on se situa la seu de la Portela, va ser rebatejada amb el seu nom (antiga Rua Arruda Câmara).

## Homenatges
El 1984, l'any en que el concurs carioca d'escoles de samba estrenava el sambòdrom Marquès de Sapucai, la Portela va homenatjar Clara Nunes amb l'enredo Contos de Areia, convertint-se en una de les dues campiones de l'edició, junt amb l'Estação Primera de Mangueira.
Diversos artistes van enregistrar cançons per recordar la Clara Nunes. Fou el cas de Velha Guarda da Portela, que el 1986 va enregistrar Flor do Interior, o Aluísio Machado, que va compondre la música Clara. La sambista Alcione va publicar el 1999 un CD cantant els grans èxits de la seva amiga.
La ciutat de Caetanópolis, on va nàixer la cantant, va batejar una escola bressol amb el seu nom i, en col·laboració amb la germana gran de la cantant, Maria, va obrir una sala museu amb imatges, roba, objectes personals i records de la Clara. També es va crear a la ciutat el Festival Clara Nunes. Maria, junt amb la Casa Clara Nunes, va editar l'any 2020 unes memòries de l'artista, Clara Nunes nas memórias de sua irmã dindinha Mariquita.
S'han publicat diversos àlbums recopilatoris de la cantant, entre els que va destacar Clara Nunes com Vida, un disc que agrupava les col·laboracions de la cantant amb artistes com Emílio Santiago, Martinho da Vila, Chico Buarque, Nana Caymmi, Roberto Ribeiro, João Bosco, Elba Ramalho, Gilberto Gil, Milton Nascimento, Alcione, Marisa Gata Mansa, Paulinho da Viola, Ângela Maria i João Nogueira. El 1996, EMI-Odeon va reeditar els 16 àlbums de la cantant.
En commemoració als seus 60 anys, el 2003, va ser publicat el CD tribut Um Ser de Luz — Saudação à Clara Nunes, on reputats artistes interpretaven cançons de la Nunes: Élton Medeiros, Rita Ribeiro, Mart'nália, Fafá de Belém, Falamansa, Velha Guarda da Portela, Cristina Buarque, Dona Ivone Lara, Teresa Cristina, Seu Jorge o Elza Soares, entre d'altres.
El 2007, el periodista Vagner Fernandes va llançar la biografia Clara Nunes - Guerreira da Utopia, que duia entrevistes amb diversos compositors i intèrprets, entre els quals Chico Buarque, Paulinho de la Viola, Alcione, Hermínio Bello de Carvalho, Hélio Delmiro, Milton Nascimento, Monarco i Paulo César Pinheiro, a més de familiars i amics.